# Ёлки лохматые
«Ёлки лохма́тые» — российский комедийный семейный фильм 2015 года режиссёра Максима Свешникова, а продюсерами стали Тимур Бекмамбетов, Мария Затуловская и Евгения Аронова. Фильм представляет собой спин-офф кинокартины «Ёлки 3», пятая часть кинофраншизы по счёту, которая рассказывает об истории отношений двух героев фильма — собак Пирата и Йоко. Собаки Йоко и Пират были оставлены своими хозяевами в отеле для животных. Но они сбежали и отправились домой, куда тем временем пытались вломиться воры. Помимо всего прочего, фильм стал первой адаптированной российской комедией, где в качестве главных героев представлены животные. Главные роли исполняют: Андрей Мерзликин, Ян Цапник, Лера Стреляева, Галина Коньшина, Пётр Фёдоров, Анна Чиповская и Виктор Васильев.
После того как третья часть получила статус самой кассовой комедии в истории современного российского проката, было решено параллельно снимать сразу два новых фильма — «Ёлки 1914» и «Ёлки лохматые». За основу фильма создатели решили взять одну из новелл третьей части и продолжить её. К съёмкам животных готовили полгода. В общей сложности на проекте было занято больше 25 собак. У них были персональные гримеры: они расчёсывали животных, поправляли им уши, протирали глаза. Съёмки проходили в Санкт-Петербурге, хотя по задумке история разворачивалась в Самаре. Это решение приняли, чтобы не возить собак на съёмки в другой город, а перевезти город к ним. Все трюки в фильме сняты без компьютерной графики. И мимика, и каждое движение собак настоящие. Чтобы не путать животных, актёрам в промежутках между съёмками запрещалось подкармливать собак, гладить их и даже говорить с ними. Это могли делать только дрессировщики.
«Ёлки лохматые» вышли в широкий кинопрокат 29 января 2015 года, став тем самым единственным фильмом в серии, вышедшим не в канун Нового Года. Отзывы о фильме различаются: некоторые зрители заявляют, что картина лёгкая, добрая, смешная и без пошлостей, а также похвалы удостоились сами Йоко и Пират. Однако, некоторые кино классифицируют как предсказуемое и примитивное, а также было множество аналогий с картиной Один дома (1990). По данным агентства «ТАСС», фильм имел кассовый провал, собрав 138 млн рублей по всему миру при бюджете в 60 млн рублей. 

## Сюжет
Живущая в Самаре девочка Настя — хозяйка собак Пирата и Йоко — улетает с бабушкой в Санкт-Петербург, а питомцев оставляет в отеле для собак, где два вора — Макар (работник отеля) и Лёха (продавец собак на рынке, который не в лучших отношениях с начальством) — решают взломать дома богатых владельцев собак, в том числе и родителей Насти. До прибытия в отель Пират и Йоко сопротивляются поездке туда, но сколько они ни старались, их оставляют. Недовольные этим, собаки сбегают. Прогулявшись по городу, они возвращаются домой, где можно заняться любимыми делами — есть сколько угодно, играть без устали и спать на хозяйской кровати. Но воры уже подъехали к дому.
Увидев незваных гостей, Пират и Йоко включают телевизор, чтобы воры подумали, что в доме кто-то есть. Ещё днём Настю и её бабушку задерживают в аэропорту. Полицейские отпускают их на следующий рейс. Настя пытается связаться с работниками отеля, и они пытаются успокоить её. Приехав в Санкт-Петербург, Настя сбегает. Испуганная бабушка Насти заявляет в полицию о пропаже ребёнка.
В Самаре собаки и воры вступают в схватку друг с другом. Настя находит собак и воров. Уходя от собак и похитив Настю, воры пытаются скрыться на фургоне, но Пират атакует их, и фургон опрокидывается неподалеку от патрульной машины. В итоге полиция задерживает воров, а Настя с семьёй и собаками отмечают Новый год.
Дальнейшая судьба воров раскрывается в фильме «Ёлки 5». Борис Воробьёв покупает пингвина у Макара, разговаривающего по телефону с Лёхой. Из разговора выясняется, что после задержания им обоим грозило тюремное заключение, но Лёха тогда принял всю вину на себя. Макар был освобождён и сменил работу, устроившись на вакансию продавца.

## В ролях
- Айса Энимал Арт — Пират
- Фемми Фатале — Йоко
- Андрей Мерзликин — Лёха, вор
- Ян Цапник — Макар, вор
- Валерия Стреляева — Настя
- Галина Коньшина — бабушка Насти
- Виктор Васильев — администратор отеля для собак
- Андрей Федорцов — водитель автобуса
- Пётр Фёдоров — Коля, отец Насти
- Анна Чиповская — Лена, мама Насти
- Игорь Власов — Чебурек
- Сергей Троев — Банан

## Приём

### Кассовые сборы
По данным на 12 апреля 2015 года, общая касса фильма «Ёлки лохматые» составила 138 307 524 рубля, или 2 059 661 доллар (по курсу доллара на дату — 67,1506).
Некоторые другие показатели кассовых сборов картины:
- По данным агентства «ТАСС», на 2 февраля 2015 года фильм успел собрать 60,1 млн рублей.
- Сборы в России и СНГ —  2 055 882 доллара.
- Количество зрителей в России —  649 948.

### Критический приём
Фильм получил смешанные рецензии российских кинокритиков. Критики отмечали хороший актёрский состав, неплохую комическую составляющую, но в то же время не могли не заметить сильное сходство сюжета с голливудской комедией «Один дома». Кинокритик Лидия Маслова (газета КоммерсантЪ) похвалила актёрскую работу собак, которые, по её мнению, свои партии исполняют безупречно, но посетовала на незамысловатость образов, представленных в фильме.
Дмитрий Осташевский из российского издания The Hollywood Reporter назвал картину отнюдь не шедевральной, но достойной внимания. Он посчитал дебютную работу Максима Свешникова в игровой режиссуре весьма добросовестной, а актёрские работы Андрея Мерзликина и Яна Цапника в образах воров интересными, глубокими и смешными, в целом положительно отозвавшись о фильме.
Борис Иванов из Empire, напротив, раскритиковал фильм, назвав его забавным, но не всегда правдоподобным и не уморительно смешным российским клоном «Одного дома». В итоге критик нашёл картину достаточно энергичной, трогательной и забавной, чтобы соответствовать жанру семейной комедии, но поставил ей «твёрдую тройку» за отсутствие оригинальных идей.
Станислав Иванов из The Unemployed назвал фильм предсказуемым, «до тошноты примитивным» и «не достойным внимания российского зрителя». По его мнению, работа Свешникова не заслуживает иметь в названии упоминания фильма «Ёлки», особенно после удачной третьей части оригинальной серии фильмов. Фильм переполнен устарелыми клише, актёрская работа собак вторична и поверхностна. Тем не менее Иванов с интересом ждал вторую часть комедии, выход которой был заявлен на 2016 год, чтобы «узнать, насколько низко может пасть российский кинематограф в своём ничтожестве», однако проект был заморожен.

## Отменённое продолжение
После выхода фильма 2015 года, осенью 2016 года должны были появиться «Ёлки лохматые 2». Это был бы российский комедийный приключенческий фильм, продолжение картины «Ёлки лохматые» о приключениях собак Пирата и Йоко.
На этот раз, главная героиня фильма — Настя из Самары, хозяйка двух собак. Чтобы выучить английский язык, Настя отправляется в Лос-Анджелес, но по дороге становится заложницей мексиканского картеля. Главарь картеля даже не догадывается, что у девочки есть два питомца, которые когда-то уже поймали преступников.
Режиссёром должен был стать вновь Максим Свешников, а к ролям вернуться Галина Коньшина, Андрей Мерзликин, Ян Цапник, Виктор Васильев, Андрей Федорцов, Пётр Фёдоров, Анна Чиповская, Игорь Власов, Валерия Стреляева, Сергей Троев и другие. Однако кассовые сборы прародителя были достаточно низкими, потому сиквел был вскоре отменён в пользу развития основной линейки фильмов.